# Nguyễn Huỳnh Anh Phi
Nguyễn Huỳnh Anh Phi là một vận động viên bóng chuyền Việt Nam, hiện đang thi đấu cho Câu lạc bộ bóng chuyền Tràng An Ninh Bình ở Giải bóng chuyền vô địch quốc gia Việt Nam. Nguyễn Huỳnh Anh Phi vừa đạt danh hiệu vận động viên chuyền hai xuất sắc nhất Giải bóng chuyền vô địch quốc gia Việt Nam 2022.

## Sự nghiệp
Trưởng thành từ công tác tuyển chọn và đào tạo năng khiếu VĐV thể thao của tỉnh Đắk Lắk, Nguyễn Huỳnh Anh Phi đi tập bóng chuyền từ năm 2012 sau khi các HLV cơ sở phát hiện ra cậu học sinh có chiều cao này đang học lớp phổ thông. Nguyễn Huỳnh Anh Phi trưởng thành từ câu lạc bộ bóng chuyền Đắk Lắk. Anh sớm trở thành đội trưởng và đã cùng đội bóng của mình giành huy chương đồng giải bóng chuyền hạng A toàn quốc 2019.
Năm 2020, Anh Phi lần đầu dự Giải bóng chuyền vô địch quốc gia Việt Nam khi thể thao Đắk Lắk cho phép đánh thuê giúp đội VLXD Bình Dương. Và cũng từ lần thi đấu này, chuyên môn của Anh Phi đã được ban huấn luyện đội Tràng An Ninh Bình chú ý nên ngay khi đội  nam Đắk Lắk giải thể thì cây chuyền 2 này lập tức được mời ký hợp đồng và gia nhập thể thao Ninh Bình vào năm 2021 khi đội bóng Đắk Lắk bất ngờ giải thể. 
Cùng với Lê Thanh Giang, Anh Phi được Huấn luyện viên Bùi Trung Thảo chiêu mộ về với đội bóng Tràng An Ninh Bình. Đây là đội bóng mạnh, có đội trưởng là cây chuyền hai số 1 Việt Nam Giang Văn Đức cũng đồng thời là đội trưởng Đội tuyển bóng chuyền nam quốc gia Việt Nam.
Tại Giải bóng chuyền cúp Hoa Lư 2021, Anh Phi đã cùng Tràng An Ninh Bình giành được ngôi vị Quán quân. Đến Giải bóng chuyền vô địch quốc gia Việt Nam 2021, Anh Phi sở hữu những đường truyền kỹ thuật và hóc hiểm. Cùng với đó là những pha bỏ chuyền, đẩy bóng ăn điểm trực tiếp sang sân đối phương với tỷ lệ thành công cao.  Kết thúc giải, Anh Phi đã góp công lớn để  cùng  các đồng đội giành được ngôi vị Quán quân của Giải bóng chuyền vô địch quốc gia Việt Nam 2021.
Tại mùa Giải bóng chuyền vô địch quốc gia Việt Nam 2022, Anh Phi tiếp tục thi đấu thăng hoa trong trận chung kết giúp nhà đương kim vô địch mùa giải 2021 Tràng An Ninh Bình tiếp tục đăng quang.
Với danh hiệu chuyền hai xuất sắc nhất năm 2022, Anh Phi có mặt trong 14 tuyển thủ quốc gia của đội tuyển nam bóng chuyền Việt Nam sang Indonesia tham dự giải SEA V.League 2023.

## Thành tích
Tại Giải bóng chuyền vô địch quốc gia Việt Nam 2022, cây truyền hai Nguyễn Huỳnh Anh Phi đã nổi lên như một hiện tượng đặc biệt của bóng chuyền nam Việt Nam. Anh Phi tiếp tục thi đấu thăng hoa trong trận chung kết và giành giải thưởng Vận động viên chuyền hai xuất sắc nhất.
Thành tích cá nhân
- Vận động viên chuyền hai xuất sắc nhất Giải Vô địch bóng chuyền hạng A toàn quốc 2019.
- Vận động viên chuyền hai xuất sắc nhất Giải bóng chuyền vô địch quốc gia Việt Nam 2022

Thành tích tập thể
- hạng 3 Giải bóng chuyền hạng A 2019 trong màu áo Câu lạc bộ bóng chuyền nam Đắk Lắk
- Vô địch Giải bóng chuyền vô địch quốc gia Việt Nam 2021 trong màu áo Tràng An Ninh Bình
- Vô địch Giải bóng chuyền vô địch quốc gia Việt Nam 2022 trong màu áo Tràng An Ninh Bình